# ناحیه لاکلده، شهرستان فایت، ایلینوی
ناحیه لاکلده (به انگلیسی: LaClede Township) یک منطقهٔ مسکونی در ایالات متحده آمریکا است که در شهرستان فایتی، ایلینوی واقع شده‌است. ناحیه لاکلده ۱۷۸ متر بالاتر از سطح دریا واقع شده‌است.